# 13-й саміт G7

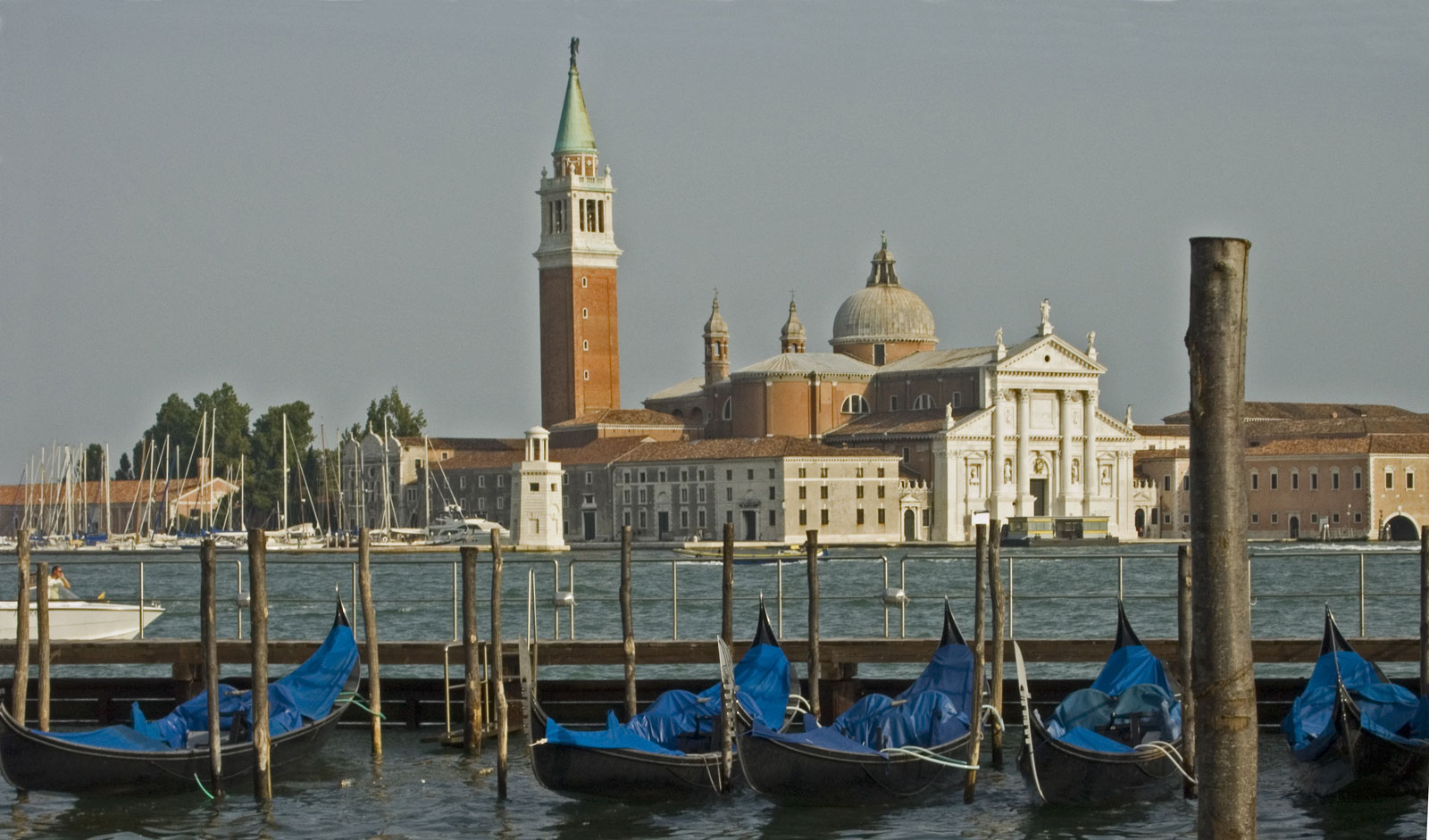

13-й саміт Великої сімки — зустріч на вищому рівні керівників держав Великої сімки, проходив 8-10 червня 1987 року в Венеції (Італія).

## Учасники
| Core G7 members   |                   |                  |                          |
| Учасник           | Учасник           | Представляє      | Посада                   |
| Канада            | Канада            | Браян Малруні    | Прем'єр-міністр          |
| Франція           | Франція           | Франсуа Міттеран | Президент                |
| Німеччина         | Німеччина         | Гельмут Коль     | Канцлер                  |
| Італія            | Італія            | Амінторе Фанфані | Прем'єр-міністр          |
| Японія            | Японія            | Накасоне Ясухіро | Прем'єр-міністр          |
| Велика Британія   | Велика Британія   | Маргарет Тетчер  | Прем'єр-міністр          |
| США               | США               | Рональд Рейган   | Президент                |
| Європейський Союз | Європейський Союз | Жак Делор        | Президент ЄС             |
| Європейський Союз | Європейський Союз | Вілфрід Мартенс  | Голова Європейської Ради |